# Шакирова, Яна Илгамовна
Яна Илгамовна Шакирова (род. 5 марта 2005, Актобе) — российская пловчиха, чемпионка и призёр чемпионатов России, мастер спорта России международного класса (2023).

## Биография
Шакирова уроженка города Актобе, республики Казахстан. Обучалась в местной школе № 25. В 2015 году переехала в Санкт-Петербург. Получала знания в городских школах № 337 и 331, окончила училище олимпийского резерва № 1. Поступила и обучалась в университете имени Лесгафта.

## Карьера
Шакирова — воспитанница СШОР «Экран», тренируется под руководством Витты и Анны Новожиловых. Специалист комплексного плавания.
В 2020 году удостоена звание «Мастер спорта России», в 2023 году — «Мастер спорта России международного класса».
В 2022 году стала чемпионкой России в составе эстафетной команды 4 по 100 метров вольным стилем. В дальнейшем неоднократно становилась чемпионкой России в коротком и большом бассейнах, является обладательницей Кубка России.
На Международном фестивале университетского спорта в Екатеринбурге, в 2023 году, стала победительницей на дистанциях 200 метров комплексом и 100 метров брассом.

## Документы
- Приказ о присвоении звания «Мастер спорта России»
- Приказ о присвоении звания «Мастер спорта России международного класса»